# Gedeutereerd tetrahydrofuraan
Gedeutereerd tetrahydrofuraan of gedeutereerd THF (ook aangeduid als tetrahydrofuraan-d8 of THF-d8) is een gedeutereerd oplosmiddel met als brutoformule C4D8O. De stof komt bij kamertemperatuur voor als een ontvlambare kleurloze vloeistof met een karakteristieke geur.
Het is een isotopoloog van tetrahydrofuraan en hoewel het zou kunnen gebruikt in de NMR-spectroscopie als oplosmiddel, wordt dit maar weinig gedaan. De grootste belemmering is de zeer hoge kostprijs van gedeutereerd tetrahydrofuraan.